# مجزرة عيد الفصح
مجزرة عيد الفصح أو عملية تفجير فندق بارك، هي عملية تفجيرية حدثت في إسرائيل في 27 مارس 2002 خلال عيد الفصح اليهودي، عندما قام عبد الباسط عودة من مدينة طولكرم وهو أحد المنتمين إلى حركة حماس بتفجير نفسه داخل فندق بارك في مدينة نتانيا الإسرائيلية المقامة على أراضي طولكرم، ليكون الهجوم الأكثر دموية في تاريخ إسرائيل؛ إذ قتل في الهجوم ما يزيد عن ثلاثين إسرائيليًا وأصيب 140 آخرون بجروح، وعلى إثر التفجير أطلق رئيس الوزراء الإسرائيلي أرئيل شارون عملية الدرع الواقي العسكرية التي ضربت كافة الأراضي الفلسطينية، وحاصرت إسرائيل فيها الرئيس الفلسطيني ياسر عرفات بتاريخ 29 مارس 2002، كما اعتقلت فيها إسرائيل مخطط التفجير وهو قائد كتائب القسام بالضفة الغربية عباس السيد.

## الهجوم

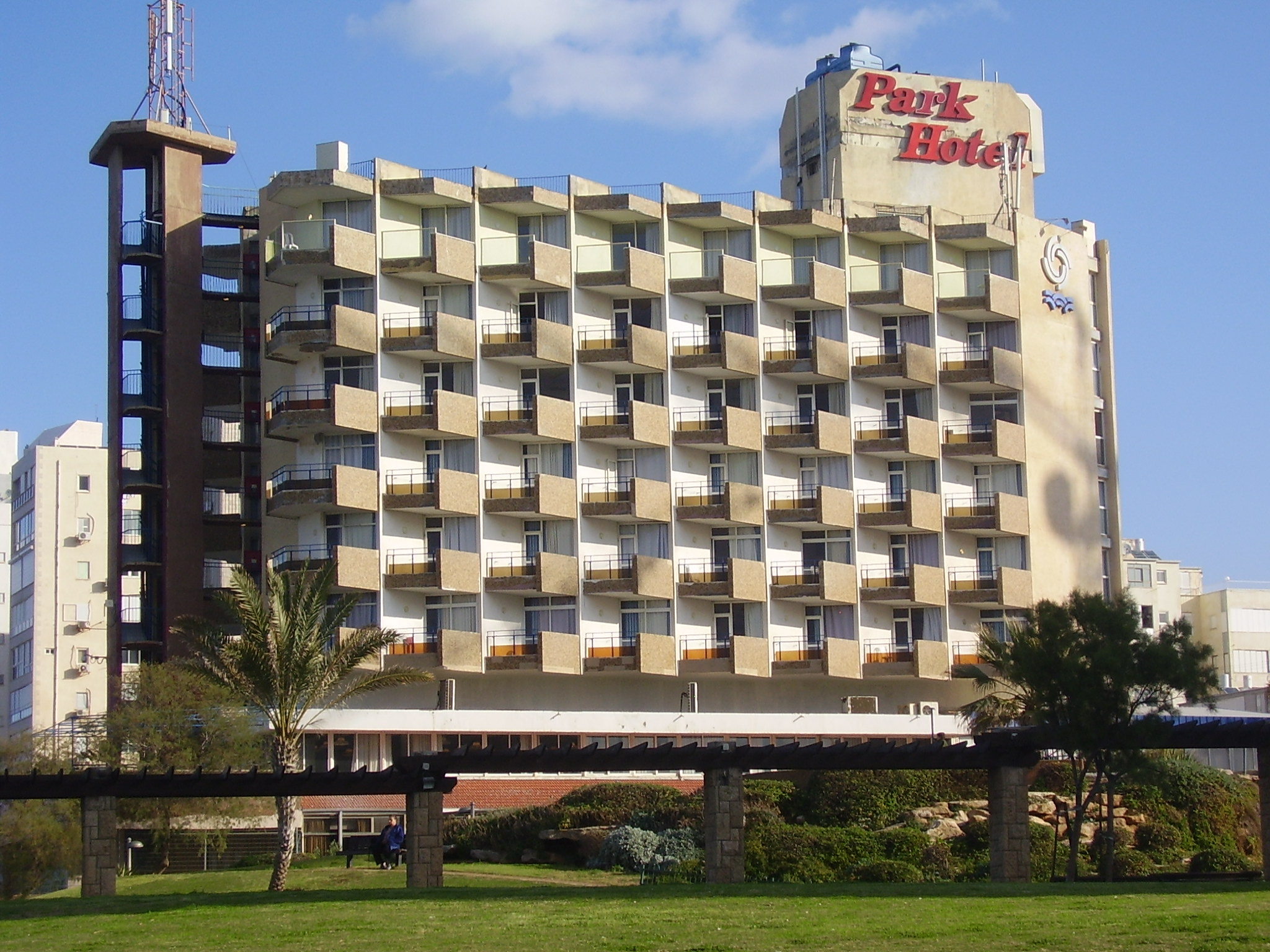
فندق بارك في نتانيا. ألتقطت الصورة في عام 2012

خلال العطلة اليهودية في عيد الفصح في عام 2002، عقد فندق بارك في مدينة نتانيا الإسرائيلية الساحلية سيدر عيد الفصح السنوي التقليدي لضيوفه الـ250، في غرفة الطعام بالفندق الواقعة في الطابق الأرضي من الفندق. في مساء يوم 27 مارس 2002، اقترب الفدائي الفلسطيني، عبد الباسط عودة، متنكراً في زي امرأة من الفندق حاملاً حقيبة تتضمن متفجرات قوية. تمكّن الفدائي من المرور من أمام حراس الأمن عند مدخل الفندق، ثم سار عبر الردهة مروراً بمكتب الاستقبال ودخل غرفة الطعام المزدحمة في الفندق. عند الساعة 19:30 م (ت غ و+2) فجّر الانتحاري العبوة الناسفة التي كان يحملها. قتلت قوة الانفجار على الفور 28 مدنياً وأصابت حوالي 140 شخصاً، من بينهم 20 جرحوا بشدة. توفي اثنين من المصابين متأثرين بجراحهم. وكان بعض الضحايا ناجين من الهولوكوست. كان معظم الضحايا من كبار السن (70 وما فوق). الضحية الأكبر سناً كانت 90 والأصغر كانت 20 سنة. قُتل عدد من الأشخاص المتزوجين، فضلاً عن أب مع ابنته. وكان أحد الضحايا سائح يهودي من السويد كان يزور إسرائيل في عيد الفصح.
وتضمن مخطط مجزرة عيد الفصح استخدام السيانيد؛ فقد تم شراء 4 كغم من مادة السيانيد وإعدادها لهجوم كيميائي.

جُند طارق زيدان مع حركة حماس، وخلال عام 1997 بحث عن استخدام الكلور وغازات أعصاب أخرى لاستخدامها في الهجمات. في عام 2002، تم شراء 4 كغم من الكلور وتوضيبها للهجوم. لم يتم استخدامها لسبب غير معروف ومررت إلى عباس السيد بدلاً من ذلك.

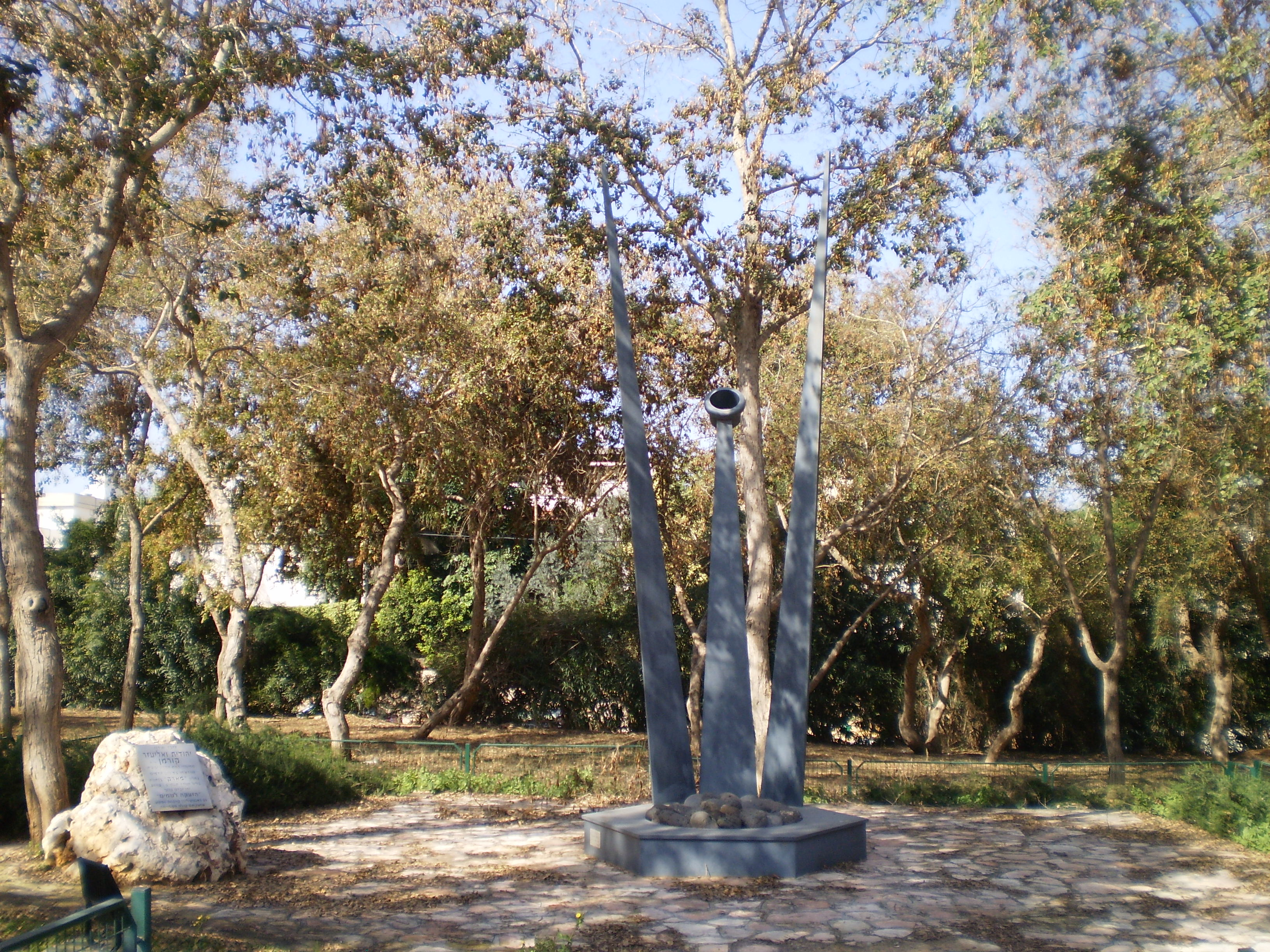
النصب التذكاري لمجزرة عيد الفصح – رمات هشارون

## المنفذ
أعلنت حماس مسؤوليتها عن الهجوم. تم التعرف على المفجر على أنه عبد الباسط عودة، البالغ من العمر 25 عاماً من مدينة طولكرم القريبة في الضفة الغربية. وقال المتحدث باسم حماس عبد العزيز الرنتيسي أنه «طالما هناك احتلال سيكون هناك مقاومة» ونفى أن وقت الهجوم يتزامن مع مبادرة السلام التي طرحتها الحكومة السعودية في قمة بيروت، وهي مبادرة رفضتها حماس.

## ردود الفعل الرسمية
الأطراف المعنية
 إسرائيل:
- قال المتحدث باسم الحكومة الإسرائيلية جدعون مائير فيما يتعلق بالهجوم «ما عشناه الليلة كان مجزرة عيد الفصح» وأضاف «ليس هناك حد للهمجية الفلسطينية.»[12]

 الأراضي الفلسطينية:
- السلطة الوطنية الفلسطينية: «استنكر» مسؤولي السلطة الفلسطينية الهجوم «بشدة».[13]
- خلال بث تلفزيوني على قناة التلفزيون الفلسطيني، أشاد ياسر عرفات بالشعب الفلسطيني لانتفاضة الشعبية الحالية ضد إسرائيل، ولكنه شدد على «أننا ضد قتل المدنيين من الطرفين».[14]

فوق الوطنية
- الأمم المتحدة: كوفي عنان، الأمين العام للأمم المتحدة، قال أنه يدين التفجيرات الانتحارية ضد المدنيين الإسرائيليين واصفاً إياها بالمنفرة أخلاقياً.[15]

الدولية
- الولايات المتحدة: أدان جورج دبليو بوش الهجوم ودعا ياسر عرفات إلى القيام بكل ما في وسعه لوقف ما أسماه «القتل الإرهابي».[16]

## النتائج المترتبة
في رده على المبادرة السعودية التي أقرتها قمة بيروت، لاحظ وزير خارجية إسرائيل شمعون بيريز أنه «... يجب أن تفاصيل كل خطة سلام مباشرة بين إسرائيل والفلسطينيين، ولجعل هذا ممكناً، يجب على السلطة الفلسطينية أن تضع حداً للإرهاب، التعبير المروع له ما شاهدناه الليلة الماضية في نتانيا.»

### الانتقام الإسرائيلي
اعتبر الهجوم في إسرائيل أنه نقطة عالية من شهر دموي لقي فيه أكثر من 135 إسرائيلياً، معظمهم من المدنيين، مصرعهم في هجمات.
في أعقاب هجوم مجزرة عيد الفصح أعلنت الحكومة الإسرائيلية حالة الطوارئ، وأمرت التوظيف الفوري لـ20،000 احتياطي في استدعاء طارئ. وفي اليوم التالي أطلقت عملية واسع النطاق مكافحة للإرهاب سميت عملية الدرع الواقي في الضفة الغربية جرت بين 29 مارس و 10 مايو.
قيس عدوان، رئيس شبكة التفجيرات الانتحارية المسؤولة عن المجزرة، قُتل على يد قوات الجيش الإسرائيلي في 5 أبريل 2002 خلال عملية الدرع الواقي، بعد أن قبض عليه الجيش الإسرائيلي واليمام في طوباس، على بعد حوالي 70 كم شمال القدس. أحاطت جرافة كاتربيلر دي9 مدرعة تابعة لالجيش الإسرائيلي منزل كان يختبئ فيه، بعد أن أعطي فرصة للاستسلام ورفض.
مهند الطاهر، يعتقد أنه صانع الجهاز المتفجر، قُتل خلال مواجهات مع مقاتلين من شايطيت 13 في يونيو 2003.

### الاعتقالات
في 8 مايو 2002، اعتقلت القوات الإسرائيلية عباس السيد في مدينة طولكرم وهو العقل المدبر وراء الهجوم. وفي 22 سبتمبر 2005، أدين السيد في هجوم عيد الفصح، وكذلك الأمر بتفجير مركز تجاري في نتانيا مايو 2001. حصل على 35 حكماً بالسن المؤبد لكل ضحية من ضحايا القتل ووقت إضافي لأولئك الذين أصيبوا بجروح. في 26 مارس 2008 ألقي القبض على قائد حركة حماس، الذي كان يشتبه في تنظيمه تفجير مجزرة عيد الفصح، في طولكرم.
في سبتمبر 2009، ألقت فرقة شرطة الحدود للنخبة يمام المكافحة للإرهاب القبض على محمد حرويش مقاتل بارز في حماس ومخطط لمجرزة عيد الفصح في قريته إلى جانب أحد مساعديه، عدنان سمارة.

### بطولة كرة القدم
في عام 2003، قامت السلطة الفلسطينية برعاية بطولة كرة قدم، بطولة طولكرم التأبينية للشهيد عبد الباسط عودة لكرة القدم، واصفةً اياه ب«الشهيد».

## روابط خارجية
- Passover suicide bombing at Park Hotel in Netanya – 27 March 2002 – published at the Israeli Ministry of Foreign Affairs
- "Alleged Passover massacre plotter arrested", سي إن إن, 26 March 2008.
- "Hotel blast survivors relive the Passover massacre" ديلي تلغراف 29 March 2002
- US President George W Bush "This cold blooded killing must stop", 27 March 2002
- Israeli Government spokesman Gideon Meir "Palestinian violence knows no boundaries", 27 March 2002